# День святого Лаврентия
День святого Лаврентия (нем. Laurentiustag) — праздник в честь дня памяти об архидиаконе римской христианской общины Лаврентии Римском, казнённом во время гонений, воздвигнутых императором Валерианом. В католических странах праздник отмечается ежегодно 10 августа.

## История
В Германии праздник отмечается со второй половины X века. День принято считать самым жарким в году. По преданию, святой Лаврентий принял мученическую смерть на раскалённой решётке, поэтому он стал покровителем людей, профессия которых связана с огнём (пожарных, гладильщиков, углежогов, поваров), а также и библиотекарей, поскольку ему, как церковному учителю, доверили хранение священных книг. В этот день принято дарить детям книги.
Со временем в народе распространился обычай, по которому 10 августа в доме нельзя разводить огонь. В некоторых местностях (Бавария, Баден и др.) между 11 и 12 часами или ровно в полдень ищут тек называемый «уголь Лаврентия», который, согласно поверьям, лежит неглубоко в земле. Согласно поверьям, «уголь святого Лаврентия», защищает от огня и молнии, от болезней и колдовства, лечит раны; примешанный к семенам, предохраняет рожь от головни.
День святого Лаврентия связан также с сельскохозяйственными работами: к этому времени пора уже пахать под озимые, заканчивать жатву, возить снопы с поля, дёргать лён. Если в День святого Лаврентия погода стоит жаркая и ясная, то считается, что будет хорошее вино, а также можно ждать хорошей осени.
Звездопады в начале августа в Италии считают углями мученического костра святого Лаврентия. В момент падения звезды загадываются желания. Также католики наряжаются в маскарадные костюмы и развешивают алые полотна, символизирующие мученическую кровь и скорбь. В городах устраивают специальные шествия оркестров, а богатые люди жертвуют деньги на благо католической церкви.